# بيني أندرسون (لاعب كرة قدم أمريكية)
بيني أندرسون (بالإنجليزية: Bennie Anderson)‏ هو لاعب كرة قدم أمريكية أمريكي، ولد في 17 فبراير 1977.

## وصلات خارجية
- بيني أندرسون على موقع مرجع كرة القدم المحترفة.كوم (الإنجليزية)